# اتلو (فیلم ۱۹۲۲)
اتلو (به انگلیسی: Othello) فیلمی صامت در سبک درام است که در سال ۱۹۲۲ منتشر شد. از بازیگران آن می‌توان به امیل یانینگز، تئودور لوس و ورنر کراوس اشاره کرد.